# Große Freiheit (Unheilig-Album)
Große Freiheit ist das sechste Studioalbum der deutschen Rockband Unheilig. Es erschien am 19. Februar 2010 und stieg auf Platz 1 in die deutschen Albumcharts ein. Das Album bewegt sich stilistisch zwischen Pop und Neuer Deutscher Härte, Letzteres vor allem bei den Stücken Abwärts und Unter Feuer. Es erschien auch als auf 5.000 Stück limitiertes Boxset. Das Album erhielt 9-fach-Platinstatus in Deutschland, 3-fach-Platin in Österreich sowie Doppelplatin in der Schweiz. Im August 2010 löste es Herbert Grönemeyers Ö als am längsten auf Platz eins der deutschen Albumcharts befindliches Album eines deutschen Künstlers ab: mit Unterbrechungen stand es 23 Wochen an erster Stelle der Charts.
Große Freiheit wurde schließlich zum erfolgreichsten Album des Jahres 2010 in Deutschland. Es konnte sich bis heute über zwei Millionen Mal verkaufen.

## Titelliste
1. Das Meer – 3:39
2. Seenot – 4:23
3. Für immer – 3:23
4. Geboren um zu leben – 3:51
5. Abwärts – 3:31
6. Halt mich – 3:48
7. Unter Feuer – 5:05
8. Große Freiheit – 3:49
9. Ich gehöre mir – 3:37
10. Heimatstern – 4:12
11. Sternbild – 4:30
12. Unter deiner Flagge – 4:12
13. Fernweh – 4:52
14. Schenk mir ein Wunder – 4:37 (Nur in der Limited Edition enthalten)
15. Auf Kurs – 4:39 (Nur in der Limited Edition enthalten)
16. Neuland (Instrumental) – 4:32

## Frühe Werke & rohe Entwürfe
Bonusdisc der Limited Fan Edition von Große Freiheit
1. Human Nations (Erste musikalische Schritte 1992)
2. The Beast (Instrumental, Irrtümlicher Weise der Song Invader) (Erste musikalische Schritte 1992)
3. Lost Heaven (Unveröffentlichter Song aus der früheren Unheiligzeit)
4. Faded Times (Unveröffentlichter Song aus der früheren Unheiligzeit)
5. Seenot (Demoversion)
6. Für immer (Demoversion)
7. Unter deiner Flagge (Demoversion)
8. Geboren um zu Leben (Demoversion 1)
9. Geboren um zu Leben (Demoversion 2)

## Winter Edition
Bonusdisc der Winter Edition von Große Freiheit
1. Winterland
2. Geboren um zu Leben (Piano Version Live bei Radio NRW)
3. Unter deiner Flagge (Piano Version Live bei Radio NRW)
4. Winterland (Single Version)
5. Winterland (Gregorian Version)
6. Der Graf Liest „Dornröschen“

## Singleauskopplungen
| Jahr | Titel               | Höchstplatzierung, Gesamtwochen, AuszeichnungChartplatzierungen (Jahr, Titel, , Platzierungen, Wochen, Auszeichnungen, Anmerkungen) | Höchstplatzierung, Gesamtwochen, AuszeichnungChartplatzierungen (Jahr, Titel, , Platzierungen, Wochen, Auszeichnungen, Anmerkungen) | Höchstplatzierung, Gesamtwochen, AuszeichnungChartplatzierungen (Jahr, Titel, , Platzierungen, Wochen, Auszeichnungen, Anmerkungen) | Anmerkungen                                                 |
| Jahr | Titel               | DE | AT | CH | Anmerkungen                                                 |
| ---- | ------------------- | --- | --- | --- | ----------------------------------------------------------- |
| 2010 | Geboren um zu leben | DE2 ×5Fünffachgold · (106 Wo.)DE | AT8 (89 Wo.)AT | CH13 Platin · (84 Wo.)CH | Erstveröffentlichung: 29. Januar 2010 Verkäufe: + 780.000   |
| 2010 | Für immer           | DE17 (24 Wo.)DE | AT51 (7 Wo.)AT | CH57 (1 Wo.)CH | Erstveröffentlichung: 21. Mai 2010                          |
| 2010 | Unter deiner Flagge | DE9 (21 Wo.)DE | AT29 (12 Wo.)AT | — | Erstveröffentlichung: 24. September 2010                    |
| 2010 | Winter / Winterland | DE4 Gold · (20 Wo.)DE | AT6 (16 Wo.)AT | CH64 (2 Wo.)CH | Erstveröffentlichung: 19. November 2010 Verkäufe: + 150.000 |

## Tournee
Nach dem Erscheinen des Albums ging Unheilig im Frühjahr auf Tournee, was auf der im Juni 2010 erschienenen CD sowohl auch DVD Große Freiheit Live zu sehen ist. Im Winter folgte die ausgedehnte Große Freiheit II – Jubiläumstour in größeren Hallen.

## Rezeption

### Auszeichnungen
- Echo Pop
  - 2011: in der Kategorie „Album des Jahres (national/international)“

### Rezensionen
Das Album ist von der Kritik sehr unterschiedlich bewertet worden: Tobias Hinrichs von Plattentests.de nannte das Album „tonal tönern“ und sah darin „nichts Ungewöhnliches, nichts Herausragendes“. Er kritisierte die „Rammstein-Dubletten“, hob aber den Titel Geboren um zu leben hervor, der an Stücke von Silbermond erinnere und ein „Ass im Pumpärmel“ des Sängers „Der Graf“ sei. Zwei von zehn Punkten wurden vergeben. Auf Laut.de schrieb Ulf Kubanke, die „totale Lindemannisierung“ mache „viele gute Ansätze zunichte.“ Die Platte hätte die beste von Unheilig werden können, doch stelle sich die Band durch die zu enge Anlehnung an verschiedene Vorbilder, etwa auch Joachim Witt, gern „lyrisch und musikalisch selbst ein Bein“. Die Redaktion bewertete das Album mit drei von fünf Sternen. In einer Besprechung auf www.c-net.de heißt es, die Band ziele mit dem Album weniger auf den Kopf als auf das Herz. Das Ergebnis sei „wärmer und glaubhafter“ als auf dem Vorgängeralbum Puppenspiel (2008).

## Kommerzieller Erfolg

### Chartplatzierungen
| ChartsChartplatzierungen | Höchstplatzierung | Wochen |
| ------------------------ | ----------------- | ------ |
| Deutschland (GfK)        | 1 (157 Wo.)       | 157    |
| Österreich (Ö3)          | 1 (117 Wo.)       | 117    |
| Schweiz (IFPI)           | 3 (109 Wo.)       | 109    |

| ChartsJahrescharts (2010) | Platzierung |
| ------------------------- | ----------- |
| Deutschland (GfK)         | 1           |
| Österreich (Ö3)           | 3           |
| Schweiz (IFPI)            | 10          |

| ChartsJahrescharts (2011) | Platzierung |
| ------------------------- | ----------- |
| Deutschland (GfK)         | 5           |
| Österreich (Ö3)           | 7           |
| Schweiz (IFPI)            | 16          |

| ChartsJahrescharts (2012) | Platzierung |
| ------------------------- | ----------- |
| Deutschland (GfK)         | 47          |
| Österreich (Ö3)           | 68          |

### Auszeichnungen für Musikverkäufe
| Land/Region        | Auszeichnungen für Musikverkäufe (Land/Region, Auszeichnung, Verkäufe) | Verkäufe    |
| ------------------ | ---------------------------------------------------------------------- | ----------- |
| Deutschland (BVMI) | 9× Platin                                                              | 1.800.000   |
| Europa (IFPI)      | Platin                                                                 | (1.000.000) |
| Österreich (IFPI)  | 3× Platin                                                              | 60.000      |
| Schweiz (IFPI)     | 2× Platin                                                              | 60.000      |
| Insgesamt          | 15× Platin ·                                                           | 1.920.000   |

## Trivia
Das Lied Große Freiheit ist der Auslaufsong der Mein-Schiff-Flotte von TUI Cruises und wird bei jedem Ablegen (sofern durch die Hafenbehörden erlaubt) gespielt. Es wurde dafür von James Last und Unheilig neu arrangiert und in dieser Version bei der Taufe der Mein Schiff 2 zum ersten Mal präsentiert.